# Medalla del Servei a la Guerra Espanyola
La Medalla del Servei de la Guerra Espanyola (anglès: Spanish War Service Medal) va ser una medalla militar dels Estats Units de l'exèrcit dels Estats Units que va ser establerta per una llei del Congrés el 9 de juliol de 1918 (40 Stat. 873). La medalla reconeix aquells membres de l'exèrcit i dels voluntaris dels Estats Units que van exercir el servei actiu durant la guerra hispanoamericana, però que no es van qualificar per a la medalla de la campanya espanyola.

## Fons
L'objectiu principal de la creació de la Medalla del Servei de la Guerra Espanyola era reconèixer les unitats de l'Exèrcit que havien realitzat la defensa de la pàtria als Estats Units durant els anys de la Guerra hispanoamericana. El premi també es va lliurar àmpliament a membres de la Guàrdia Nacional dels Estats Units que havien estat federalitzats per al servei militar actiu però que no havien estat desplegats per combatre realment a la guerra hispanoamericana.
El primer destinatari va ser el major general Charles M. Clement, que va ser l'oficial de la Guàrdia Nacional amb més temps elegible per al premi en el moment en què es va autoritzar. La medalla era similar en disseny a la Medalla del Servei a la Frontera de Mèxic, que s'havia establert el mateix any que la Medalla del Servei de la Guerra Espanyola.

## Criteris
Per ser guardonat amb la Medalla del Servei de la Guerra Espanyola, un membre del servei ha d'haver servit en servei actiu a l'exèrcit dels Estats Units entre el 20 d'abril de 1898 i l'11 d'abril de 1899. Els que van rebre la Medalla de la Campanya Espanyola no podien rebre la Medalla del Servei de Guerra Espanyol.
La Medalla del Servei de la Guerra Espanyola va ser una condecoració única i no hi havia fermalls autoritzats per a la medalla. El premi també era estrictament per al personal de l'Exèrcit, ja que el personal de la Marina i el Cos de Marines dels Estats Units, que havien servit a la guerra hispanoamericana, es van qualificar per a la Medalla de la Campanya espanyola, independentment de si es fessin funcions a l'estranger.

## Disseny
La medalla és de bronze i és 13⁄8 polzades (35 mm) d'ample.
L'anvers de la medalla és una espasa romana penjada d'una tauleta que porta la inscripció FOR SERVICE IN THE SPANISH WAR (AL SERVEI EN LA GUERRA ESPANYOLA). La tauleta està envoltada per una corona, mentre que l'espasa està enfundada que representa el servei de la Guàrdia Nacional dins dels Estats Units continentals, no en combat.
El revers porta l'escut d'armes dels Estats Units sobre un rotllo inscrit "FOR SERVICE" (PER SERVEI) envoltat d'una corona amb la insígnia d'Infanteria a l'esquerra, Artilleria a la part inferior i Cavalleria a la dreta.
La cinta és verd maragda 13⁄8 polzades (35 mm) d'ample. A les vores hi ha ratlles grogues daurades d'1⁄4 de polzada (6,4 mm) d'ample.